# Cotesia sasakii
Cotesia sasakii är en stekelart som först beskrevs av Watanabe 1932.  Cotesia sasakii ingår i släktet Cotesia och familjen bracksteklar. Inga underarter finns listade i Catalogue of Life.